# Герб Баловного
Герб Ба́ловного затверджений 30 липня 2009 р. рішенням № 13 XXII сесії Баловненської сільської ради.

## Опис
Щит розтятий і напівперетятий, на правому червоному полі золотий запорізький козак із шаблею, який встромив списа у землю, вказуючи на місце зупинки; на лівому полі золота балка-плетінка, над якою на зеленому тлі кам'яний хрест і під ним два золоті штучні камені, а внизу на лазуровому тлі — срібний короп. Щит обрамований декоративним картушем i увінчаний золотою сільською короною.

## Значення символів
Зображення козака підкреслює, що першими поселенця села стали запорізькі козаки. Витесаний православний хрест і каміння, плетена балка та срібна риба підкреслюють місцеві промисли, якими славилися у волості і за її межами мешканці Баловного — обробка каменю, плетіння з лози і рибальство.
Автор — І. Д. Янушкевич.